# فرودگاه اندرو
فرودگاه اندرو (به انگلیسی: Andrew Airport) یک فرودگاه همگانی است . این فرودگاه در کشور کانادا قرار دارد و در ارتفاع ۶۲۸ متری از سطح دریا واقع شده است.